# Cylindrepomus flavosignatus
Cylindrepomus flavosignatus là một loài bọ cánh cứng trong họ Cerambycidae.